# Идрия (Псковская область)
Идрия — деревня в Себежском районе Псковской области России. Входит в состав городского поселения Идрица.

## География
Расположена у юго-западного побережья озера Идрия, в 25 км к востоку от города Себеж, у юго-западной окраины посёлка городского типа Идрица.

## История
В 1941—1944 гг. местность находилась под фашистской оккупацией войсками Гитлеровской Германии.
С января 1995 до апреля 2015 года деревня входила в состав ныне упразднённой Мостищенской волости.
В 2015 году Мостищенская волость, вместе с населёнными пунктами, была влита в состав городского поселения Идрица.

## Население
| 2001 | 2002 | 2010 |
| ---- | ---- | ---- |
| 36   | ↗64  | ↘54  |

Численность населения деревни по оценке на начало 2001 года составляла 36 жителей.
Согласно результатам переписи 2002 года, в национальной структуре населения русские составляли 94 % от общей численности в 64 чел..

## Инфраструктура
Личное подсобное хозяйство.

## Транспорт
Автомобильные дороги общего пользования местного значения (идентификационные номера 58-254-855 ОП МГ 58Н-098 и 58-254-855 ОП МП 58Н-078), протяжённостью 1,27 км и 1,1	км соответственно.